# Croix de cimetière de Saint-Tugdual
La croix de cimetière de Saint-Tugdual est située  au bourg de Saint-Tugdual, près de l'église, dans le Morbihan.

## Historique
Elle porte la date de 1704, sans doute date d'une restauration, car son socle paraît plus ancien. 
La croix fait l’objet d’une inscription au titre des monuments historiques depuis le 16 février 1929.

## Architecture
Le calvaire a été édifié en granite et en pierre de taille. 
les quatre côtés sculptés représentent quatre scènes de la vie du Christ :
- Le Baptême,
- L'arrestation au jardin des Oliviers
- La flagellation
- La Passion

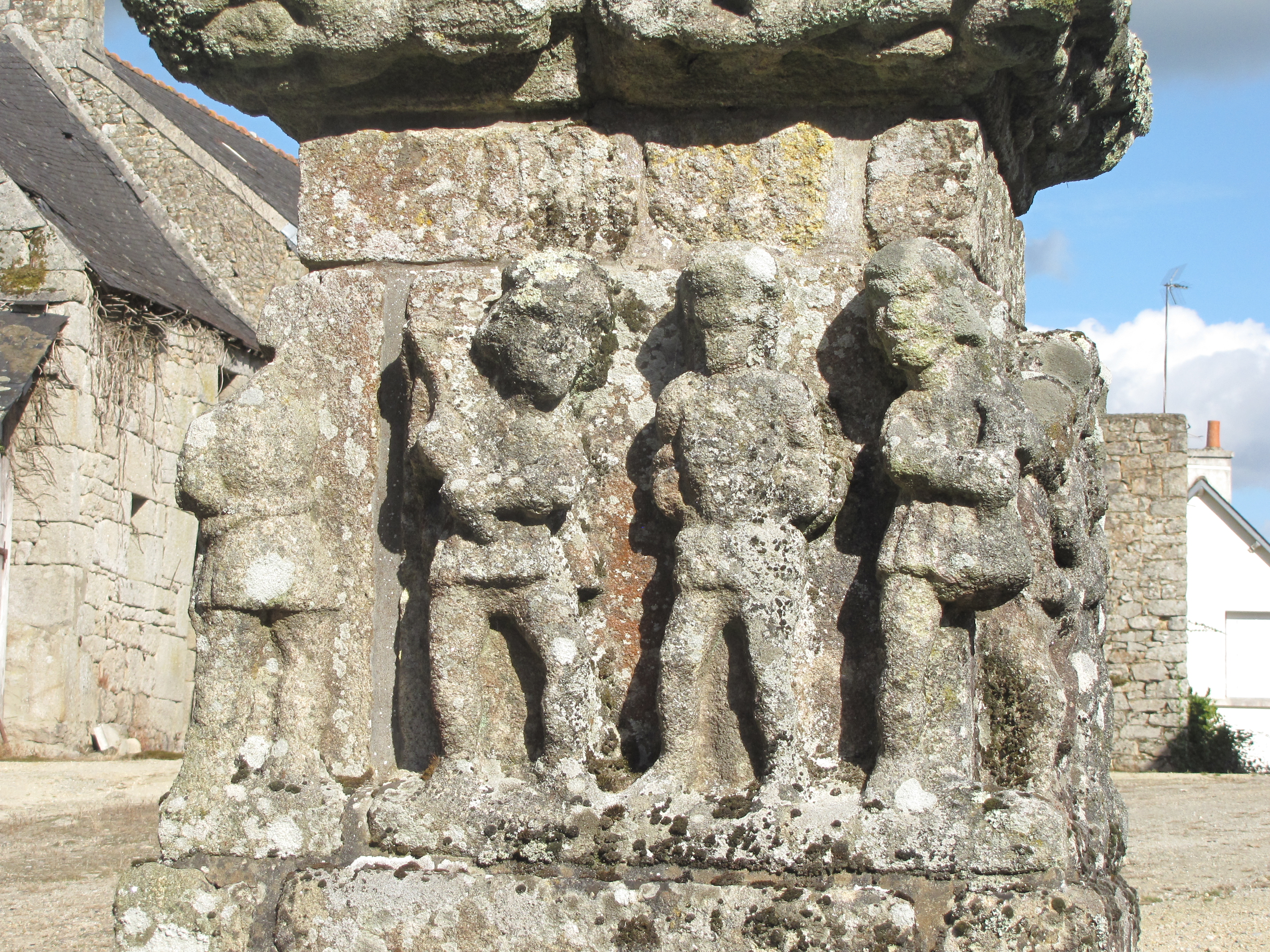
Détail de la croix (Saint-Tugdual)
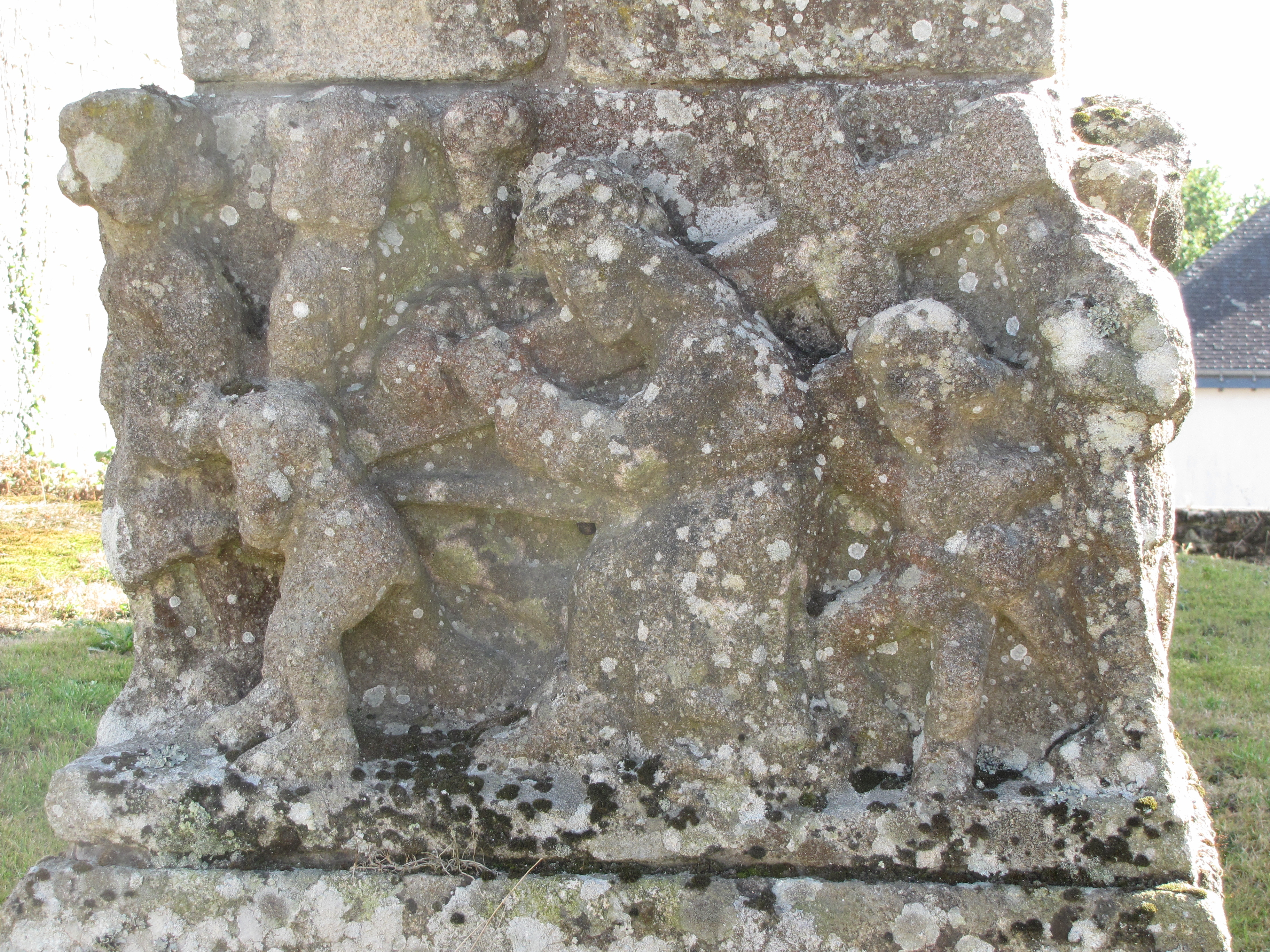
Détail de la croix (Saint-Tugdual)
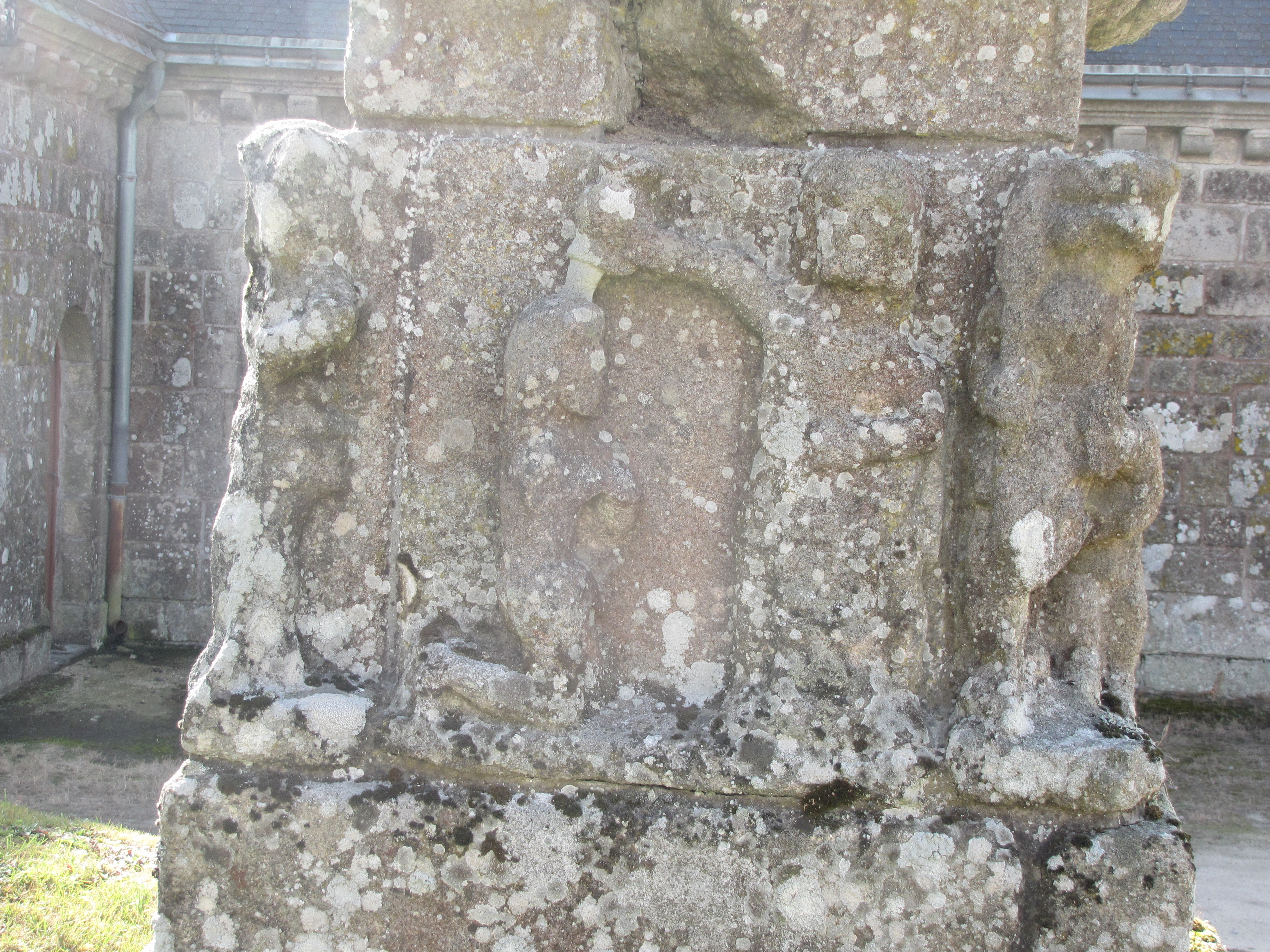
Détail de la croix (Saint-Tugdual)
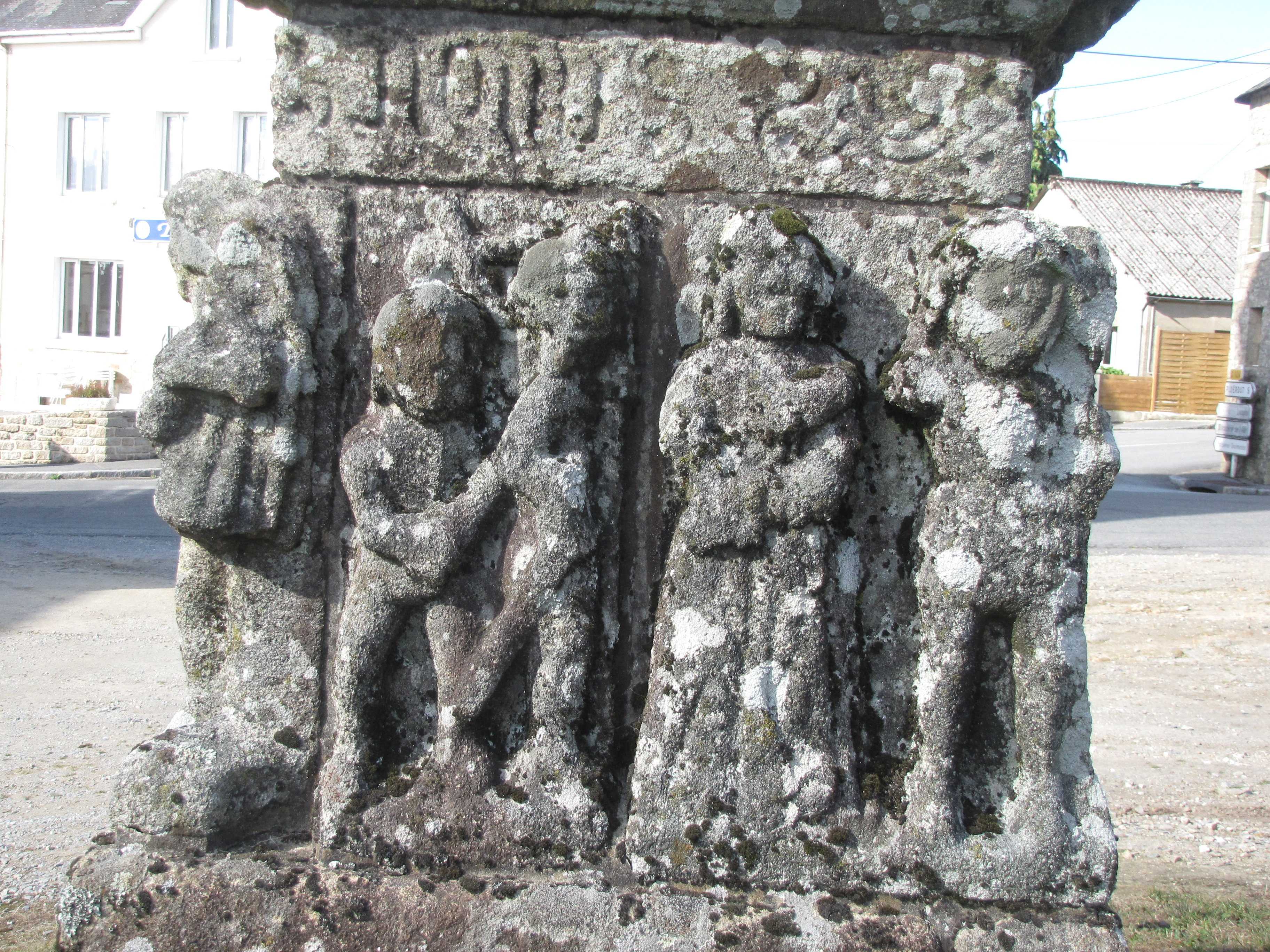
Détail de la croix (Saint-Tugdual)